# تعجر الأذن
تعجر الأذن وهو أحد أنواع الآفات المرتبطة بالعد الوردي، وهذه الحالة تتضمن انتفاخا في أذن واحدة أو في الأذنين يشبه القرنبيط.:693